# Castello di Gambolò
Il castello di Gambolò (o castello Litta) è una roccaforte presumibilmente risalente al X-XI secolo, situata nell'omonima località, in provincia di Pavia.

## Storia
Intorno all'anno 1000, nel periodo dei Comuni, sorse il “Castrum“, nucleo fortificato del castello, luogo di protezione per gli abitanti del villaggio e dei territori. In origine il castello era una rocca realizzata a scopi prettamente difensivi, e nel corso dei secoli subì numerosi saccheggiamenti e venne semidistrutto nelle campagne militari dei secoli XII e XIII. Tra il 1412 e il 1475 il feudo di Gambolò venne concesso ad Antonio Beccaria (membro di una famiglia aristocratica di parte ghibellina di Pavia). Il castello presenta i caratteri essenziali delle rocche visconteo - sforzesche con pianta quadrilatero/trapezoidale e torri sia nei “cantoni“ che al centro. Da ogni lato i muri di cinta, lungo cui si snodavano i cammini di ronda, erano completati da merli ghibellini.
Il 30 gennaio 1573 il Marchese Litta Agostino acquistò, dal fisco spagnolo, per 60.400 lire il fuedo di Gambolò. La Casa del Signore di cui entrò in possesso misurava circa 350 m² e occupava il lato nord - ovest del castello. L'idea del Conte era quella di trasformare il castello in villa di campagna con un ampio giardino e un ingresso rappresentativo. Pertanto l'11 aprile 1573 il conte, successivamente elevato al titolo di marchese, incominciò ad acquistare le proprietà private poste all'interno del castello iniziando da quelle prossime al palazzo. Tra il 1614 e il 1680 venne realizzato, a est della rocca, il nuovo viale di ingresso previo rifacimento dei due fronti della via allora esistente con svasamento poligonale della contrada di Mangrate, l'attuale Corso Vittorio Emanuele. Il nuovo viale sfociava di fronte al torrione principale sul cui arco è ancora in parte leggibile la centinatura della facciata con le feritoie dei bolzoni del ponte levatoio, trasformato, nel 1680 in portale d'ingresso con arco a sesto ribassato e dentellato.

## Struttura
Il palazzo si elevava circa 50,0 metri ad ovest con ingresso ad arco ribassato a tutto sesto, con fronte bugnato ed estradosso a dentelli. Oltre si trovava il cortile con due colonnati affacciati e una muraglia cieca. Prima della fine del secolo i Litta eliminarono dalla cinta muraria del castello i merli e i cammini di ronda, iniziando a costruire a ridosso del muro una galleria, oggi chiamata “Manica Lunga“. Purtroppo a seguito di controversie i lavori si interruppero con la costruzione della torre quadrata posta al centro del lato che congiungeva il palazzo con la torre Mirabella e, solo nei primi anni del Settecento, con l'acquisto degli ultimi sedimi si portarono a termine i lavori arricchendo la torre Mirabella di un belvedere con ringhiera.
Il corpo della “Manica Lunga“ si sviluppa su due piani per un'altezza complessiva di m. 10,0 circa. Il piano terra è costituito da una galleria della lunghezza di circa m. 50,0 costituita da 15 colonne binate poggianti su un parapetto interrotto da un'alternanza di vuoti e di pieni che trovano definizione nella continuità materica delle mensole poggianti su pilastrini centrali in pietra. Appoggiate sui capitelli delle colonne si trovano le travi in pietra, per la prima parte in ceppo e per la seconda in granito quasi a testimoniare le fasi successive di esecuzione dei lavori. In corrispondenza degli archivolti si aprono delle finestrature che si affacciato sulla porzione di fossato ora coperta. Le pareti sono intonacate a eccezione della parte delle vecchie mura che si presenta in mattoni a vista. Il soffitto della galleria è in cannicciato con volte a sesto ribassato con alternanza di vela e botte, mentre la soletta è in assito poggiante su un'orditura in legno. Nei decenni successivi furono apportate altre modifiche come ad esempio la fontana ottagonale, ora distrutta, fatta erigere nel 1776 al centro del giardino in prossimità della galleria. Successivamente il castello fu donato dalla famiglia Robecchi, avente causa dai Litta, al Comune.  Al piano primo del complesso della Manica Lunga vi è la sede del Museo Archeologico Lomellino.